# Xã Greeley, Quận Sedgwick, Kansas
Xã Greeley (tiếng Anh: Greeley Township) là một xã thuộc quận Sedgwick, tiểu bang Kansas, Hoa Kỳ. Năm 2010, dân số của xã này là 1.035 người.